# Henicophaps
A Henicophaps a madarak osztályának galambalakúak (Columbiformes) rendjébe, a galambfélék (Columbidae) családjába és a galambformák (Columbinae) alcsaládba tartozó nem.

## Rendszerezésük
A nemet George Robert Gray írta le 1862-ben, az alábbi 2 faj tartozik ide:
- új-guineai bronzgalamb (Henicophaps albifrons)
- új-britanniai bronzgalamb (Henicophaps foersteri)